# Lagoa de Jurubatiba
A lagoa de Jurubatiba fica localizada no bairro Lagomar, no município de Macaé, no estado do Rio de Janeiro, no Brasil. É uma das menores lagoas do Parque Nacional da Restinga de Jurubatiba. 

## Topônimo
"Jurubatiba" é um termo de origem tupi, significando "ajuntamento de jeribás", através da junção de jeri'wa (jeribá) e tyba (ajuntamento).